# Lista portów lotniczych w Gwinei Równikowej
Lista portów lotniczych w Gwinei Równikowej, ułożonych alfabetycznie.
| Położenie | ICAO | IATA | NAZWA LOTNISKA       |
| Bata      | FGBT | BSG  | Port lotniczy Bata   |
| Malabo    | FGSL | SSG  | Port lotniczy Malabo |